# ミシシッピ (装甲艦)
CSS ミシシッピ（CSS Mississippi）は南北戦争中にアメリカ連合国海軍（南部海軍）がニューオーリンズ周辺のミシシッピ川防衛のために建造を開始した装甲艦であるが、未成に終わった。艦名はミシシッピ州に由来する。ミシシッピの設計は、家の建築手法を取り入れるという変わったものであった。1862年4月25日に、デヴィッド・ファラガット代将が指揮するアメリカ合衆国海軍（北部海軍）にニューオーリンスが占領されると、アーサー・シンクレア（Arthur Sinclair）大佐は鹵獲を避けるためにミシシッピを直ちに進水させ焼却するよう命令した。このため、家の建築手法を採用するという方法が実際的であったかは不明である。建造の遅れにより未完におわり、また訓練もなされていなかったが、ミシシッピと装甲艦ルイジアナの存在そのものが、ニューオーリンズを防衛する南軍の希望であり、また北軍側には得体の知れない恐怖を与えた。このことがミシシッピ川下流での両軍の戦略に影響を与えることとなった。

## 河川装甲艦の計画
南北戦争が勃発すると、アメリカ連合国の海軍長官であったスティーヴン・マロリーは、数的に上回る北部海軍に対抗するために、質的に勝る装甲艦を建造することを直ちに要請した。マロリーの催促により、連合国はミシシッピ川および他の河川で使用するための装甲艦を含む、艦艇の建造に乗りだした。合衆国大統領エイブラハム・リンカーンが南部諸港の封鎖を宣言した後に出された最初の計画では、内陸部において5隻の装甲艦を建造することとなっていた。すなわち、CSS イーストポート（CSS Eastport）をテネシー川で、CSS アーカンソーとCSS テネシー（初代）をミシシッピ川沿いのテネシー州メンフィスで、CSS ルイジアナとミシシッピをルイジアナ州ニューオーリンズで建造するというものであった。しかし、北軍の侵攻は早く、予定通りの形で戦闘に参加できたのはアーカンソーのみであった。イーストポートは完成前に北軍に鹵獲、テネシーは未完、ルイジアナは半完成状態で戦闘に参加し自沈、ミシシッピも完成前に自焼した。

## 構想、契約および建造
ネルソン・ティフト（Nelson Tift）はフロリダ州で育ったが、25歳のときにジョージア州に移住し、そこで有名人となった。ティフト郡および郡庁所在地のティフトン (Tifton)は彼の名前にちなんだものである。南北戦争が勃発すると、ネルソンは北部海軍に対抗するには、南部が直面するいくつかの困難があることを理解した。マロリー海軍長官はほぼゼロから海軍を作り上げようとしていたが、南部には造船所が無いだけではなく、熟練した造船工もいなかった。従来の方法で工員の訓練を行うには時間がかかりすぎるため、ネルソンは家屋の建設手法を取り入れるというアイデアを思いついた。船独特の曲線部分は無くし、側面は平面とし、艦首と艦尾のとがった部分および船体と艦首・艦尾の取り付け部分を除き、全ての角を直角とした（ページ右上の図を参照のこと）。彼は彼のアイデアを取り入れた模型を作り、それをもとに更なる提案をした。
ネルソンの弟であるエイサ・ティフトAsa F. Tiftは、ネルソンと共に働くことに合意した。エイサはネルソンがジョージアに移住した後もフロリダに留まっており、彼の協力は重要であった。エイサはキーウェストでビジネスマンとして成功しており、マロリーが合衆国上院議員になる前からの知り合いであった。エイサとマロリーがビジネスを通じて結びついていたという証拠は無いが、この友人関係が計画の進展をもたらした。ティフト兄弟はマロリーに模型を見せ、マロリーはこれを海軍審査委員会で提示した。委員会が計画は実行可能であると判断すると、マロリーは兄弟をニューオーリンズに向かわせ、彼らのアイデアを現実のものにすることを承認した。そこで二人はスクリュー3軸推進で、大砲18門と搭載するまだ名前の決まっていない装甲艦の建造を監督することとなった。
契約内容も通常ではなかった。ティフト兄弟には必要経費以外の給与は支払われなかった。また、改善が期待できる場合は建造計画を途中で変更することも認められていた。就役予定日や予算も定められていなかった。全てはティフト兄弟の技術と誠実さに委ねられていた。マロリー長官は以下のように述べていた。
海軍省は、艦艇の設計と製造を最短の期間および低いコストで実現することにおいて、貴殿が愛国心、正確な判断および思慮深さもって、自身のお金で自身の船を作るのと同様に計画を進めるものであると信頼する。
兄弟が最初に直面した問題の一つは、想定した大きさの艦艇を作るに十分な大きさの造船所を探すことであった。ニューオーリンズ近郊では見つけることが出来なかったため、ミズーリ州ジェファーソンシティの少し北の川辺に自身の造船所を作ることとした。ルイジアナの建造でも同じ問題が生じており、やはり同じ手法で解決している。ミシシッピとルイジアナの2隻の巨艦は同時に建造が進められることとなった。このため、ミシシッピが語られるときは、常にルイジアナと共に語られることとなる。
最初の厚板（Plank（それをキールと呼ぶのは多分正しくない）が据付けられたのは1861年10月14日であった。最初予定していたエンジンでは予定速度が得られないことがすでにわかっていたため、ボイラーを追加することとなった。このため、艦の全長は252フィート（78.8m）と当初予定より長くなった。長さが伸びた分、艦載砲の数は予定の18門から20門に増加した。ちなみに、南軍最初の装甲艦であるバージニアは12門、ルイジアナは16門であった。
いくつかの事情により、最初から建造は遅れた。部品と素材の確保の遅れが最も顕著であったか、労働問題も生じ、現地の軍事組織からの妨害もあった。これらを順に解決していく必要があった。
装甲用の鉄は連合国のどこでも不足しており、ニューオーリンズでは見つけることができなかった。最終的には、アトランタで十分な厚さの鉄板を製造できる工場を見つけることができた。しかし、すでに酷使されている鉄道を利用して鉄材を輸送することは、散発的にしかできなかった。アトランタで鉄板の出荷まで何週間も待たされることもときどき生じた。最後の鉄板がニューオーリンズに届いたのは、ミシシッピが自焼した日であった。
エンジンとスクリュー軸の問題も重なった。前述したようにボイラーサイズを拡大したため、工期がいくらか遅れた。エンジンの工事は1月には終了する契約となっていたが、実際には4月まで据付けられなかった。しかしながら、最大のメカニカルトラブルは、3本のスクリュー軸の製造であった。外側の2本の軸はニューオーリンズの工場でなんとか製造できた。しかし、最も長い中央の軸は、南部のどこでも製造できなかった。10月になって、難破船のスクリュー軸が使用可能なことが転用できることが分かったが、バージニア州のトレッドガー鉄工所（Tredegar Iron Works）かゴスポート海軍工廠（Gosport Navy Yard）でなければ、必要な改造加工はできなかった。スクリュー軸が完成した後、鉄道で運送する必要があった。出荷できたのは3月26日であった。スクリュー軸は3本とも船体に取り付けられたが、エンジンに結合されることはなかった。また、外側のスクリュー2個は、最後まで波止場に置かれていた。
建造が開始された直後の11月には労働問題も生じた。全ての造船所の工員が、日給を3ドルから4ドルにあげることを要求してストライキを行った。他の造船所の経営k者はストライキが終了するのを待つことにしたが、ティフト兄弟は1週間後に賃上げに応じた。結局他の経営者も追従せざるを得なかった。その後すぐに別の問題が生じた。ミシシッピとE.C.マレーが建造しているルイジアナが、同じ種類の熟練工を必要としていたのである。問題解決のために、ティフト兄弟とマレーは労働者を融通しあうことに合意し、ルイジアナの建造が優先されることとなった。
該当年齢の男性はパレードへの参加も含めて民兵として活動させるという、この地方の軍事ポリシーも建造を遅延させた。知事への抗議は却下された。ティフト兄弟とマレーはマンスフィールド・ロベル（Mansfield Lovell）少将に対し、造船所の工員は例外扱いしてくれるように依頼した。ロベルはこれに合意し命令も出されたが、この習慣は継続された。
これらの要因で何日の工期の遅れが生じたかを単純に計算することはできないが、明らかにこれらによる損失は重大であった。ニューオーリンズが降伏し、ミシシッピが自焼したずっと後に、ネルソン・ティフトはミシシッピの完成までにはまだ2-3週間は必要であったと述べている。（他方、シンクレア艦長は完成までには10週間は必要であったと見積もっていた）。

## 最後の日
1862年3月中旬、デヴィッド・ファラガット代将が率いる北軍艦隊がメキシコ湾からミシシッピ川に侵入を開始した。究極の目的はニューオーリンズへの攻撃であった。アメリカ合衆国海軍長官のギデオン・ウェルズは、南軍の2隻の「怪物」（ルイジアナとミシシッピを指す言葉で、当時広く使われた）が完成すると、北軍の封鎖艦隊は蹴散らされると心配していた。このため、両者の完成前にニューオーリンズを攻撃するように、ファラガットはウェルズからの圧力を受けていた。
リッチモンドの連合国政府は、北軍によるメキシコ湾封鎖も、また上流からメンフィスにせまりつつあるミシシッピ川艦隊（Mississippi River Squadron）も、あまり真剣に受けとめていなかった。ファラガットが彼の艦隊をミシシッピ河口の砂洲を越えて前進させた際も、ジェファーソン・デービス大統領とマロリー海軍長官は、ミシシッピ川の南部海軍司令官であるジョージ・ホリンズに対し、ルイジアナが数日以内に完成しメンフィスに派遣され、ミシシッピもこれに続くと楽観的な見込みを述べていた。この時期に、海軍省はアーサー・シンクレア中佐をミシシッピの艦長に任命し、シンクレアは4月3日に到着した。
ティフト兄弟は、ルイジアナの完成を急げという大衆からの圧力を受けていた。市民の自称団体である「公衆安全委員会」は、シンクレアや工事を行っている技術者らが反対するにもかかわらず、完成前にミシシッピを進水させるよう要求した。ティフト兄弟は、そのようなことをすれば数週間の遅れが生じると、これを拒否した。
4月24日に北軍艦隊がニューオーリンズを防衛する要塞を南方から突破すると、全ての議論は意味が無いものとなった。シンクレアはミシシッピを安全な場所に移動させ、完成させるために、兄弟の了承を得て急いでミシシッピを進水させ、上流に曳航させようとした。最初に雇用したタグボートは適当でなかった。翌日に別の船を捜そうとしたが、その間に北軍艦隊が視認距離にまで迫ってきた。シンクレアはミシシッピを焼却するように命令した。

## 参考資料
- Silverstone, Paul H. (2006). Civil War Navies 1855–1883. The U.S. Navy Warship Series. New York: Routledge. ISBN 0-415-97870-X
- Still, William N., Jr. (1985). Iron Afloat: The Story of the Confederate Armorclads (Reprint of the 1971 ed.). Columbia, South Carolina: University of South Carolina Press. ISBN 0-87249-454-3

## その他資料
Durkin, Joseph T., S.J., Confederate Navy Chief: Stephen R. Mallory. Univ. of North Carolina Press, 1954; republished, Univ. of South Carolina Press, 1987.
Official records of the Union and Confederate Navies in the War of the Rebellion. Series I, 27 volumes; Series II, 3 volumes. Government Printing Office, 1894–1922. Especially useful is Volume 1 of Series II, pages 431–809, "Investigation of [Confederate] Navy Department. Report of evidence taken before a joint special committee of both Houses of the Confederate Congress to investigate the affairs of the Navy Department."